# Azurnackad skrika
Azurnackad skrika (Cyanocorax heilprini) är en fågel i familjen kråkor inom ordningen tättingar.

## Utseende och läte
Azurnackad skrika är en stor blågrå skrkka med svart ansikte och genomträngande gula ögon. Stjärten är vitspetsad. Fåglar i södra Amazonområdet (underarten hafferi) är ljust azurblå på bröstet snarare än lilablå och ljusare på stjärtens ovansida. Den har vitar två bara blå hudfläckar runt ögat. Lätet är ett ljudligt och hårt "jeer", likt violettskrikan.

## Utbredning och systematik
Azurnackad skrika förekommer i delar av Amazonområdet i Sydamerikal. Den delas in i två underarter med följande utbredning:
- Cyanocorax heilprini heilprini – från sydöstra Colombia till sydvästra Venezuela (Amazonas) och allra nordvästligaste Brasilien.[2]
- Cyanocorax heilprini hafferi – sydvästra Amazonområdet i Brasilien, från Purusflodens västra bank till Madeiraflodens västra bank.

Sedan 2016 urskiljer Birdlife International och naturvårdsunionen IUCN hafferi som den egna arten "campinaskrika". 

## Levnadssätt
Azurnackad skrika hittas i skogsbryn, skogssavann, ungskog och vitsandsskogar. Den undviker inre delar av regnskogar.

## Status
IUCN bedömer hotstatus för underarterna (eller arterna) var för sig, heilprini som livskraftig och hafferi som nära hotad.